# 강덕사
강덕사는 대한민국 전라남도 강진군 군동면 라천리에 있다. 2004년 11월 1일 강진군의 향토문화유산 제14호로 지정되었다.

## 개요
1966년 창건되었다. 고려 인종때(1122-1146)왕위를 호종하고 나라를 보존시켜 강진의 명예를 드높인 최사전을 주벽으로 최표, 최부, 최극충을 배향하고 있다.